# Órris Soares
Órris Eugênio Soares (Parahyba, 14 de outubro de 1884 — Rio de Janeiro, 11 de fevereiro de 1964) foi um escritor, jornalista, dramaturgo, filósofo e funcionário público paraibano. Foi um dos intelectuais mais influentes na época em que atuou em seu estado natal, transferindo-se posteriormente para o Rio de Janeiro, onde veio a falecer em 1964.

## Biografia e obra
Filho do comerciante português Adolfo Eugênio Soares e de Amasile Meira de Holanda Soares, era sobrinho materno de Francisco Camilo de Holanda, presidente da Paraíba entre 1916 e 1920 . Seu irmão, Antônio Camilo Soares, era o avô do apresentador Jô Soares. 

O início de sua atividade se deu no jornalismo. Em 1904, com apenas 20 anos, funda o jornal O Combate, que foi rapidamente empastelado pelas autoridades políticas. Em 1908, junto com seu irmão Oscar, funda o jornal O Norte, que se tornaria um dos principais meios jornalísticos do estado até seu fechamento em 2012. 
Como a maior parte dos intelectuais de sua época, estudou na Faculdade de Direito do Recife. Já na década de 1910 passou a frequentar os círculos literários do Rio de Janeiro, onde publicou seu primeiro livro, o drama em três atos A Cisma, em 1915 .
Uma de suas maiores contribuições à crítica literária paraibana se deu com a publicação, em 1920, da coletânea póstuma de poemas de seu conterrâneo e amigo Augusto dos Anjos, Eu (Poesias completas). Em vida, Augusto dos Anjos havia publicado apenas o livro Eu, que não foi bem recebido pela crítica. Após sua morte prematura por tuberculose em 1914, Órris se empenhou em coletar manuscritos e poemas que haviam sido publicados apenas em jornais. O prefácio que escreveu para a coletânea foi um dos primeiros a exaltar a técnica literária de Augusto dos Anjos, sendo considerado fundamental para que o poeta fosse reconhecido nacionalmente. 

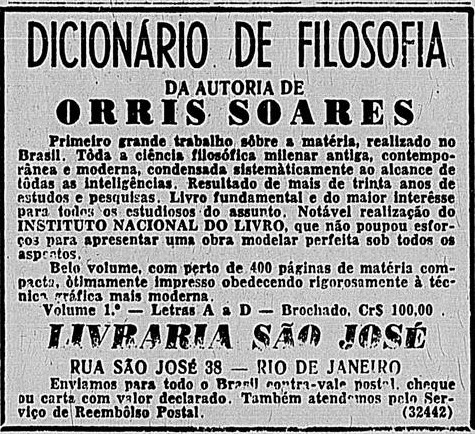
Anúncio do primeiro volume do Dicionário de Filosofia no Correio da Manhã, em 1952.

Em 1952, publica o primeiro volume de seu Dicionário de Filosofia, compreendendo os verbetes de A a D. O livro foi muito bem recebido pelos círculos intelectuais do Rio de Janeiro, onde já tinha residência fixa. Foi frequentador assíduo da Livraria São José, fazendo amizade com grandes nomes da literatura que escutavam anedotas e ensinamentos do já idoso paraibano. Um destes foi Carlos Drummond de Andrade, que em mais de uma ocasião dedicou sua coluna no Correio da Manhã a seu colega paraibano.
O Dicionário, encomendado pelo Instituo Nacional do Livro, teve sua produção descontinuada após o lançamento do primeiro volume. Um segundo volume, compreendendo os verbetes até a letra P, seria publicado apenas postumamente em 1968. Cogitou-se formar uma equipe para concluir o terceiro e último volume, porém o projeto não foi levado adiante. 

## Publicações
- A Cisma, drama em 3 atos. (1915)
- A Barreira, drama em 4 atos. (1917)
- Dentro da Fé, drama em 1 ato. (1917)
- Rogério, drama em 3 atos. (1920)
- Dicionário de Filosofia, volume 1, A-D (1952)
- Dicionário de Filosofia, volume 2, E-K (1968)
- Teatro Completo, coletânea (1985)